# Jardín Botánico Wrigley

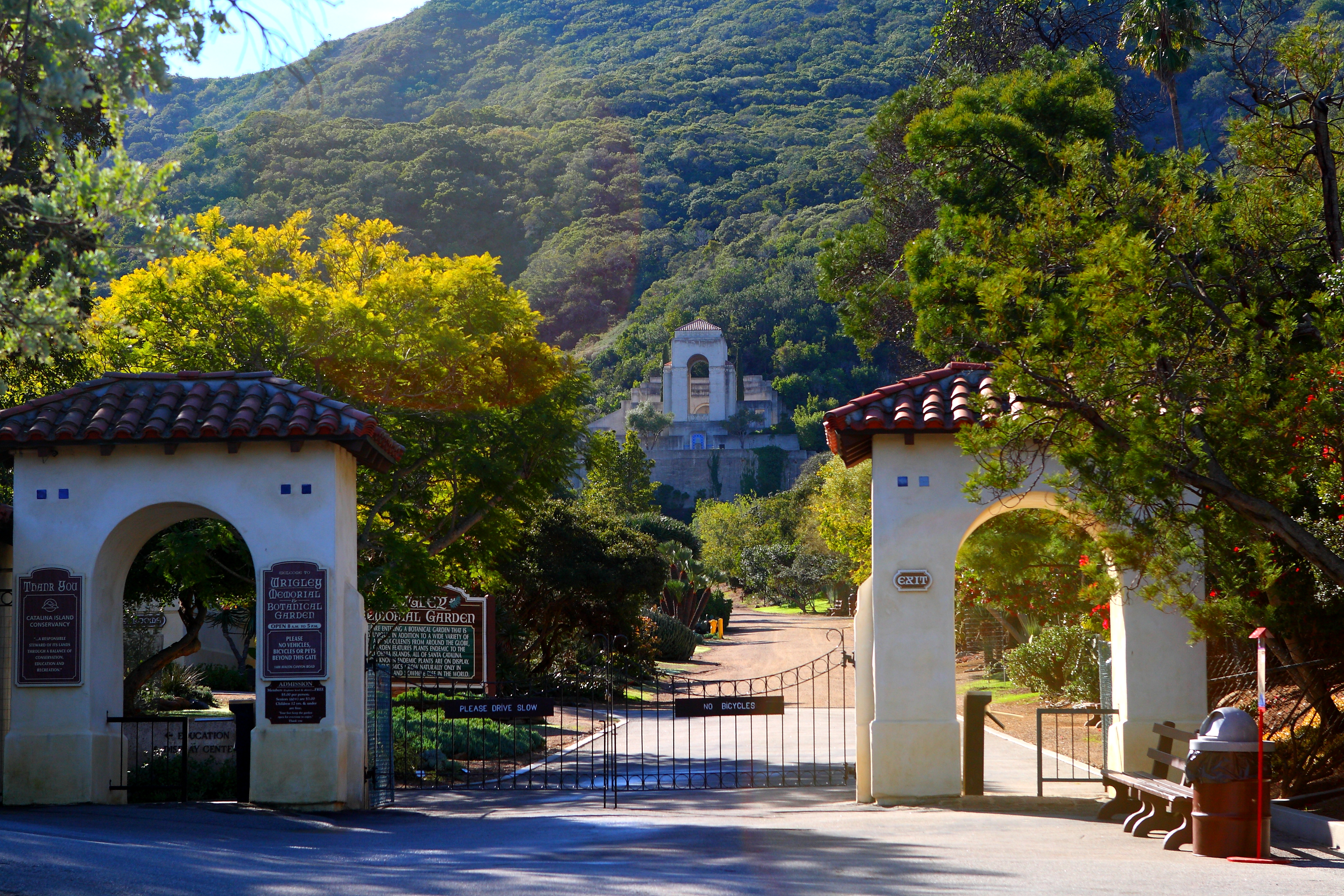
El "Wrigley Memorial" en Isla Catalina.

El Jardín Botánico Wrigley en inglés: Wrigley Memorial & Botanical Garden, es un jardín botánico de 38 acres (15.5 hectáreas) de extensión, administrado por la organización conservacionista Catalina Island Conservancy, en Avalón, California. Su código de reconocimiento internacional como institución botánica, así como las siglas de su herbario es AVALO.

## Localización
El jardín botánico se ubica en isla de Santa Catalina, en el Condado de Los Ángeles, enfrente de la costa de Los Ángeles.
Wrigley Memorial & Botanical Garden, Catalina Island Conservancy
P.O. Box 2739, Avalon, California 90704, United States of America-Estados Unidos de América.33°19′44″N 118°20′26″O / 33.32889, -118.34056

## Historia
El jardín botánico tiene sus inicios en 1935, cuando se plasma en la realidad la idea del jardín que tenía Ada, esposa de Mr. Wrigley. Ada supervisa el trabajo de Albert Conrad, horticultor de Pasadena quién plantó la colección de plantas del desierto originalmente. 
El microclima templado marítimo de la isla Santa Catalina, hizo posible el cultivo de plantas de casi cualquier rincón del planeta. 
En 1969, la fundación Wrigley Memorial Garden Foundation incrementó y revitalizó el jardín. 
En 1996 la Wrigley Memorial Garden Foundation se fusionó con la organización Catalina Island Conservancy. A partir de los inicios del 2004, se cobra una tarifa de $5 para los visitantes que quieran acceder al jardín botánico.

## Colecciones

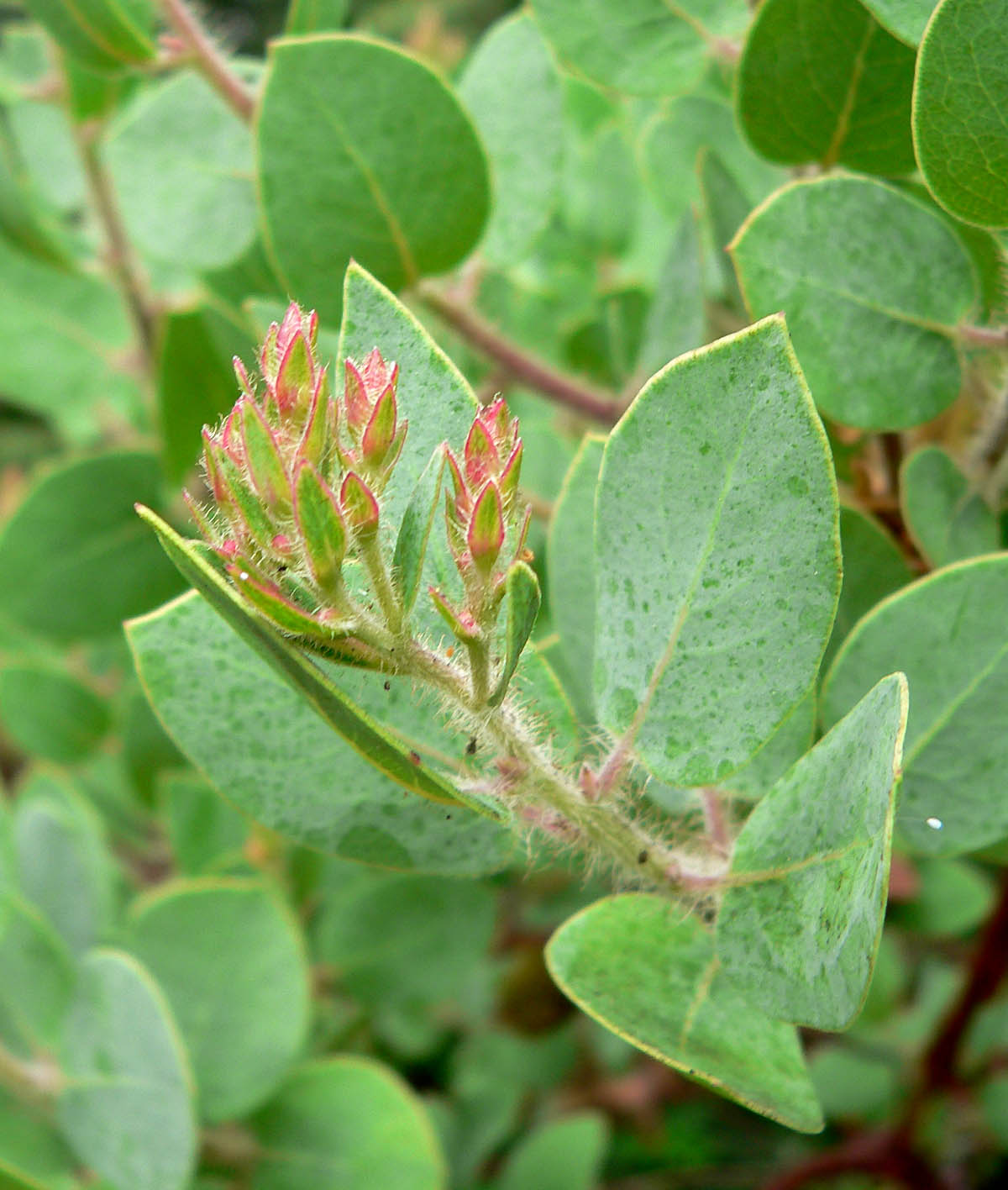
Arctostaphylos catalinae, Manzanita de Catalina, especie endémica de la Flora de Isla Catalina.

Este jardín botánico está especializado en las plantas endémicas de las islas del canal de California.
Se pone un énfasis especial en los seis endemismos de la isla Santa Catalina : "Catalina Ironwood" (Lyonothamnus floribundus ssp. floribundus), "Catalina Mahogany" (Cercocarpus traskiae), "St. Catherine's Lace" (Eriogonum giganteum var. giganteum), "Catalina Live-Forever" (Dudleya virens ssp. hassei), "Catalina Manzanita" (Arctostaphylos catalinae), y "Catalina Bedstraw" (Galium catalinense ssp. catalinense). Estas son plantas que solamente crecen de un modo natural en esta isla. 
Aquí se ubica también el mausoleo « Wrigley Memorial », edificado para honrar el recuerdo de William Wrigley Jr. (1861-1932), fundador de la mayor fábrica de goma de mascar del mundo.